# Buste d'enfant

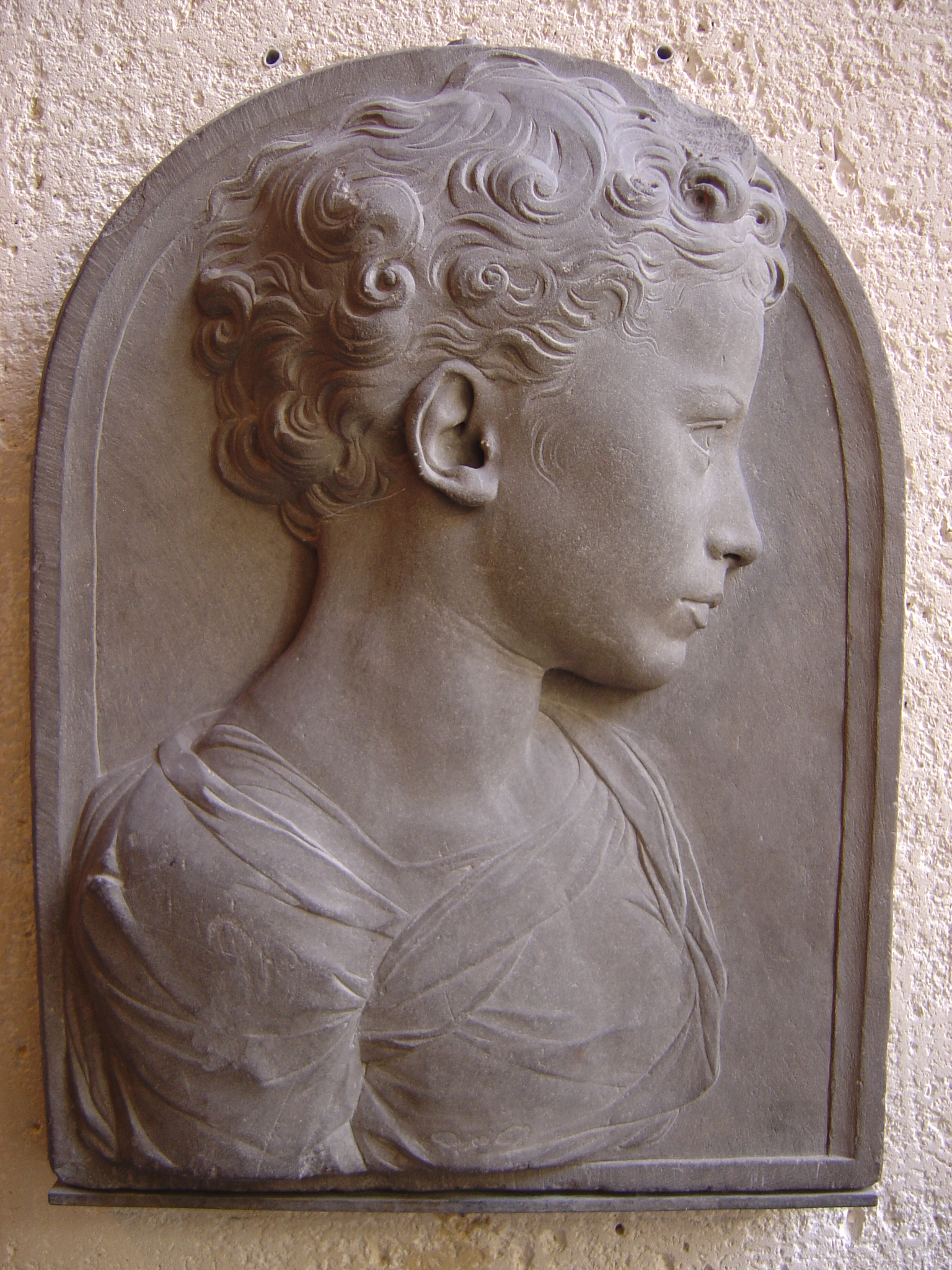
Buste d'enfant

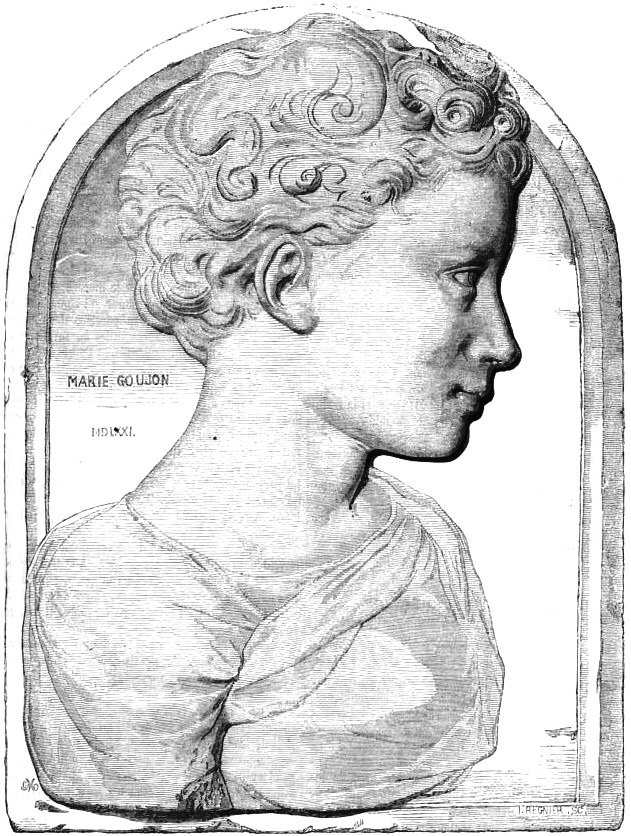
Bas-relief attribué à Jean Goujon, gravure de Regnier d'après un dessin de Mettay publiée en mars 1863 dans Le Magasin pittoresque. La date et le nom, absents de l'objet actuellement exposé, semblent avoir été ajoutés sur ce document.

Buste d'enfant est le titre forgé d'un bas-relief en grès gris de Toscane (pietra serena), haut de 40 cm et large de 30 cm, acquis par le musée du Louvre en 1859. Il est exposé à l'entresol de l'aile Denon, dans la « galerie Donatello » (sculptures italiennes et espagnoles, salle 160).
Initialement attribué au sculpteur français Jean Goujon (en tant que monument funéraire de la fille de celui-ci) et daté de 1571, il est aujourd'hui présenté avec prudence comme l’œuvre d'un anonyme florentin de la fin du XVe siècle ou du début du XVIe siècle. 

## Histoire

### Découverte
En 1854, ce bas-relief appartenait depuis peu de temps à Horace de Viel-Castel, homme de lettres, collectionneur et conservateur du musée des Souverains installé derrière la colonnade du Louvre. En octobre-novembre de cette année, plusieurs connaisseurs, tels que Frédéric Reiset, Alexandre-Charles Sauvageot ou encore la princesse Mathilde, étaient venus admirer cette sculpture dans le cabinet du conservateur.
Selon Viel-Castel, elle provenait d'une tombe du cimetière des Innocents, où elle avait été remarquée par le graveur Jean-Pierre Droz. Ce dernier l'avait acquise, après 1785, auprès des ouvriers chargés de la destruction du cimetière. Par la suite, le fils du graveur, le sculpteur Jules-Antoine Droz, en avait fait cadeau à son ami Viel-Castel.
Viel-Castel indique que cette sculpture a été exécutée dans « une sorte de granit gris, très fin et très dur ». Il l'assimilait à un « médaillon », bien que le portrait en bas-relief ne s'inscrive pas dans un motif circulaire ou ovale mais dans un cadre au bord supérieur cintré.

### Attribution à Jean Goujon
L'identification du modèle découle du témoignage de Droz, qui aurait vu ce bas-relief au-dessus d'une dalle funéraire portant, « en vieux caractères », le nom de Marie Goujon ainsi que la date de 1571. Étant donné ce patronyme, cette date ainsi que la qualité de la sculpture, le nom du célèbre sculpteur français du XVIe siècle s'était imposé à Droz puis à Viel-Castel, qui y voyaient le monument funéraire élevé par Jean Goujon à la mémoire de sa fille de douze ans.
Vraisemblable aux yeux de la plupart des auteurs du milieu du XIXe siècle, qui prêtaient foi à une tradition ancienne rapportée par Dezallier d'Argenville et voulant que Goujon soit mort à Paris en 1572 lors de la Saint-Barthélémy, cette attribution est beaucoup plus discutable depuis que les historiens de l'art, à la suite des travaux de Longpérier, d'Adolphe Berty, de Tommaso Sandonnini et d'Anatole de Montaiglon, ont établi que Goujon avait quitté le chantier du Louvre depuis 1562 avant de s'installer à Bologne, où il est mort avant 1568.

### Entrée dans les collections du Louvre
Déjà donateur de nombreux objets d'art et d'histoire aux collections publiques, Viel-Castel avait tout d'abord décidé de conserver le bas-relief, auquel il était particulièrement attaché : « Les amateurs, qui ne donnent jamais rien au musée, prétendent que je devrais le donner au Louvre. [...] J'aime à donner, mais j'avoue que je tiens à mon médaillon ». Il revint cependant sur cette décision dans les années qui suivirent l'extension de ses fonctions de conservateur aux objets d'arts du Moyen Âge et de la Renaissance (février 1855).
L’œuvre fit ainsi son entrée dans les collections du musée du Louvre en 1859. Quatre ans plus tard, un article du Magasin pittoresque la présenta en indiquant qu'elle se trouvait désormais exposée dans la section appelée « musée de la Renaissance ».

### Attribution à l'école florentine

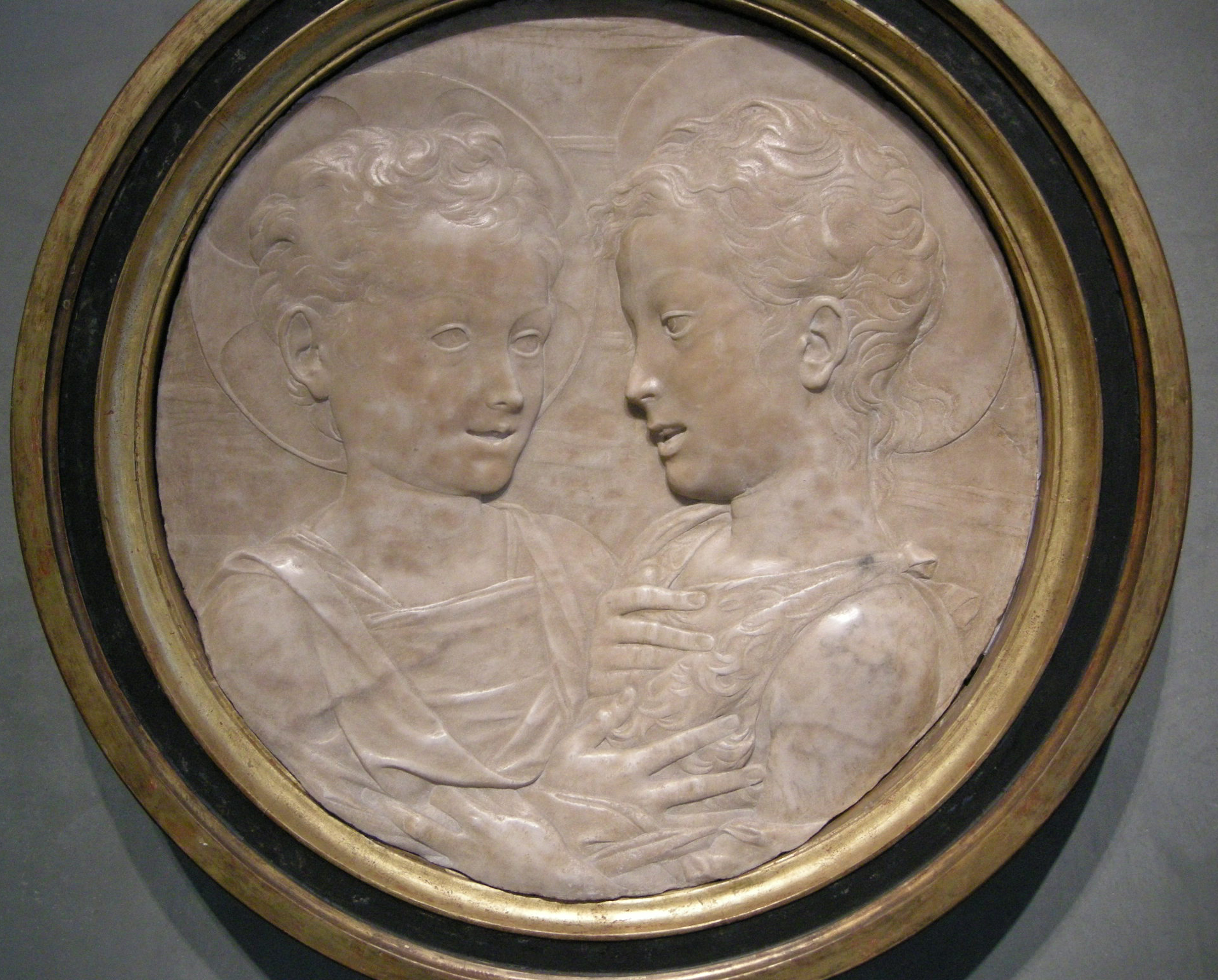
Le buste d'enfant est actuellement exposé dans la même salle que ce Jésus et saint Jean Baptiste enfants de Desiderio da Settignano.

Reprises dans différentes publications jusque dans les années 1880, l'attribution à Goujon et l'identification du modèle furent cependant bientôt contestées. C'est ainsi que, déplacée voire remisée en réserves dès avant 1874, l’œuvre fut ensuite reléguée dans une embrasure de fenêtre de la nouvelle « salle italienne » (salle VI du musée des sculptures du moyen âge et de la Renaissance) par le conservateur Louis Courajod, qui attribua le bas-relief à l'école de Donatello (sous le no 351). L’œuvre paraît en effet proche des travaux de disciples ou émules du maître florentin du Quattrocento tels que Desiderio da Settignano ou Mino da Fiesole. Malgré une attribution précise à Antonio Rossellino proposée par Wilhelm Bode au début du XXe siècle, ce sont les conclusions de Courajod qui furent retenues dans le catalogue des sculptures du musée.
Le buste d'enfant est actuellement exposé, aux côtés d’œuvres d'artistes de la première Renaissance florentine, dans la « galerie Donatello » consacrée à l'évolution de la sculpture italienne entre le VIe siècle et le XVe siècle.